# Бельятин, Марио
Марио Бельятин (исп. Mario Bellatin, 23 июля 1960, Мехико) — мексиканский писатель.

## Биография
Родители — перуанцы. Учился в католической семинарии Торибио де Могровехо, затем изучал массмедиа в Лимском университете. В 1987 по стипендии учился на Кубе в Международной школе кино и телевидения в Сан-Антонио-де-лос-Баньос. Как прозаик начал публиковаться в Перу.
Вернувшись в Мексику, возглавил отделение литературы и гуманитарных наук в Университете монастыря Хуаны де ла Крус. В настоящее время руководит созданной им Школой писательского мастерства в Мехико.

## Произведения
- Mujeres de sal (1986)
- Efecto invernadero (1992)
- Canon perpetuo (1993)
- Salón de belleza (1994, переизд. 1999)
- Damas chinas (1995, переизд. 2006)
- Tres novelas (1995)
- Poeta ciego (1998)
- El jardín de la señora Murakami (2000)
- Flores (2000, переизд. 2004)
- Shiki Nagaoka: Una nariz de ficción (2001)
- La escuela del dolor humano de Sechuán (2001)
- Jacobo el mutante (2002)
- Perros héroes (2003)
- Obra reunida (2005)
- Lecciones para una liebre muerta (2005)
- Underwood portátil modelo 1915 (2005)
- La jornada de la mona y el paciente (2006)
- Pájaro transparente (2006)
- El gran vidrio (2007, Национальная литературная премия, см.: )
- Condición de las flores (2008)
- Los fantasmas del masajista (2009)
- Biografía ilustrada de Mishima (2009)
- El pasante de notario Murasaki Shikibu (2011)

## Признание
Экспериментально-игровая проза Бельятина переведена на английский, французский и немецкий языки. Он — финалист премии Медичи за лучшую зарубежную книгу, опубликованную во Франции (2000), лауреат премии Хавьера Вильуррутии (2000).